# Adolfo Celli
Adolfo Celli (ur. 31 grudnia 1896, zm. 23 lutego 1968) – argentyński piłkarz, obrońca.
Jako gracz klubu Newell’s Old Boys Rosario wziął udział w turnieju Copa América 1921, gdzie Argentyna pierwszy raz w swych dziejach zdobyła mistrzostwo Ameryki Południowej. Celli zagrał we wszystkich trzech meczach – z Brazylią, Paragwajem i Urugwajem. Razem z Florindo Bearzottim tworzył świetną parę obrońców, która była niemal nie do przejścia dla napastników rywali, co znacznie przyczyniło się do końcowego sukcesu.
Nadal jako gracz Newell’s Old Boys wziął udział w turnieju Copa América 1922, gdzie Argentyna zajęła dopiero czwarte miejsce. Celli zagrał we wszystkich czterech meczach – z Chile, Urugwajem, Brazylią i Paragwajem.
W reprezentacji Argentyny Celli rozegrał w latach 1919–1924 15 meczów.